# Adeline Werligh
Luise Adeline Werligh, född 23 december 1813 i Tranekær i Danmark, död 11 september 1907 i Bergen i Norge, var en dansk skådespelare och teaterdirektör. 
Hon var dotter till orkestermusikern Christian Gottfried Falck och Marie Ostenfeldt och gifte sig 1837 med teaterdirektören August Werligh (1795–1841) och blev mor till Nina Grieg och Antonie Hagerup. Hon gifte 1844 om sig med ämbetsmannen Herman Didrik Hagerup (1816–1900). 
Hon turnerade från 1830 med sin makes sällskap i både Norge, Sverige och Danmark, och fortsatte med detta även sedan hon efter makens död själv tog över teatersällskapet. Det var under en tid när norsk teater mest bestod av danska teatersällskap, och danska teater utanför huvudstaden också var något nytt. Hon var under sin samtid ansedd som en av de främsta danska skådespelarna utanför Köpenhamn under en tid när dansk landsbygdsteaters pionjärtid.  Hon var, jämsides med Petrine Orlamundt, Nicoline Sichlau-Bloch och Emma Cortez, en av de som omtalades som 'Provinsens Fru Heiberg', ett smeknamn som användes om de mest framträdande danska skådespelerskorna utanför huvudstaden; hon var också den första som fick detta smeknamn. Efter makens död 1841 tog hon över hans teatersällskap i samarbete med sin aktör Hans Sørensen, och blev därmed Danmarks första kvinnliga teaterdirektör. Hon beskrivs som skicklig och framgångsrik även i denna roll. 
Hon avslutade sin scenkarriär 1844, men var fortsatt aktiv som instruktör vid Bergens Det norske Theater från 1850.